# Chiesa di Sant'Egidio (Cavezzo)
La chiesa di Sant'Egidio Abate è la parrocchiale di Cavezzo, in provincia di Modena ed arcidiocesi di Modena-Nonantola; fa parte del vicariato della Bassa.

## Storia
Nel centro di Cavezzo già nel 1200 sorgeva un piccolo oratorio. 

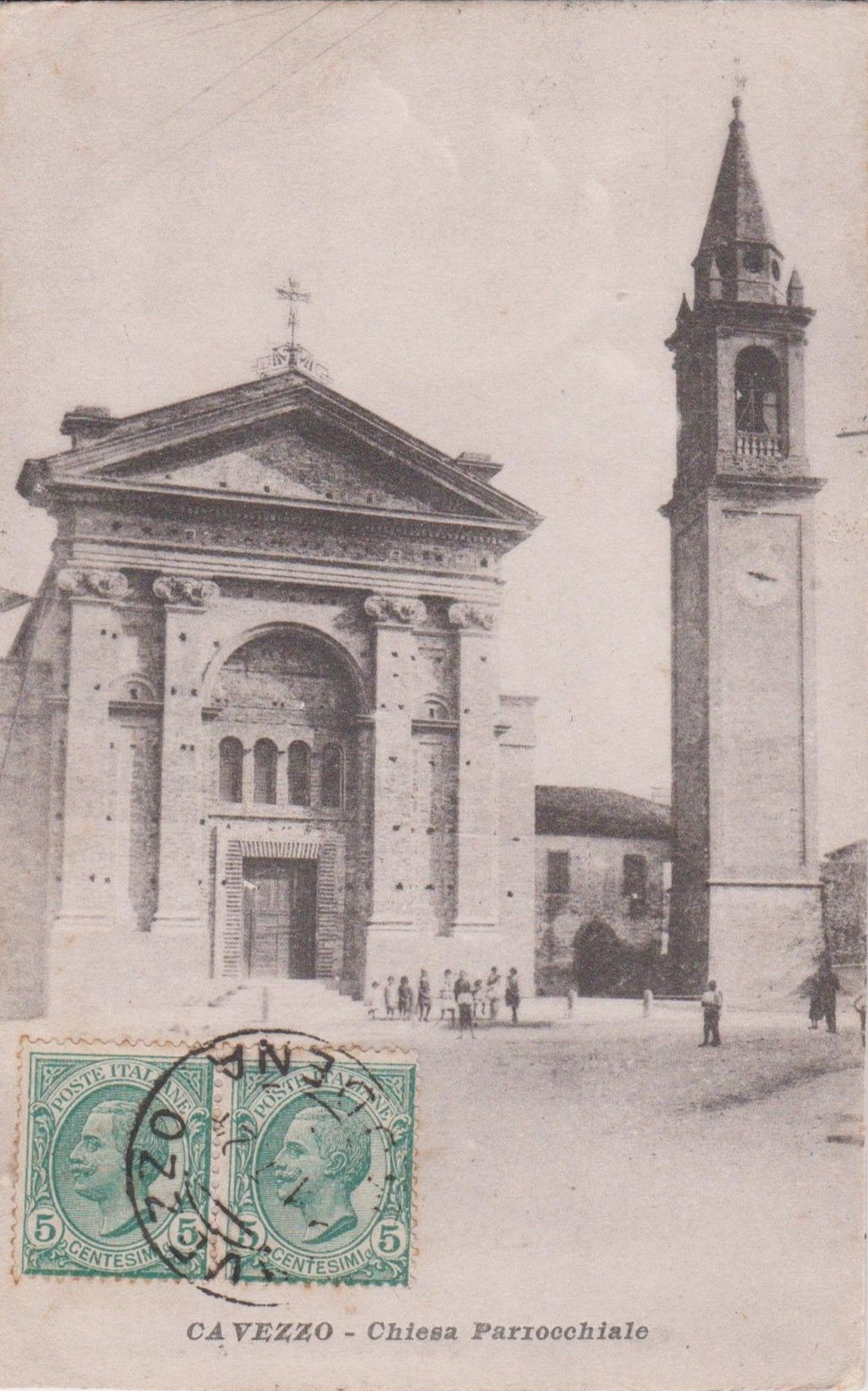
La chiesa in una cartolina del 1924

 Questa chiesetta divenne rettoriale nell'anno 1352 e in quell'occasione fu dotata di fonte battesimale. Nel 1620 l'oratorio medievale fu sostituito da una nuova chiesa, che nel 1641 venne elevata al rango di arcipretale e le furono sottoposte le parrocchie di Disvetro e di Motta. Nel 1748 la parrocchiale subì un'ulteriore rifacimento e nel 1781 fu eretto il campanile, la cui cupola originaria venne rimpiazzata el 1830 dalla guglia che ancor oggi lo caratterizza All'inizio del XX secolo questa chiesa versava in pessime condizioni e si decise di riedificarla; la prima pietra dell'attuale parrocchiale, disegnata da Giacomo Masi, fu posta nel 1909 e il nuovo edificio venne portato a termine nel 1912. Nel 1921 la torre campanaria fu oggetto di un intervento di ristrutturazione. La struttura venne gravemente danneggiata dal terremoto dell'Emilia del 2012; i lavori di restauro iniziarono nel febbraio 2017 e si conclusero a maggio del 2019, cosicché la chiesa venne riaperta al culto il successivo 2 giugno alla presenza dell'arcivescovo Erio Castellucci.

## Descrizione

### Esterno
La facciata, alta 21 metri, è in stile neoclassico ed è tripartita da quattro lesene con capitelli ionici, che reggono un cornicione sovrastato dal timpano. Il portale d'ingresso è sormontato da una quadrifora, sopra la quale si trova a sua volta una lunetta che presenta un bassorilievo, opera del 1939 di Giuseppe Ascari, raffigurante l'Annunciazione.

### Interno
Opere di pregio conservate all'interno della chiesa, a un'unica navata, sono l'altare maggiore, realizzato da Annibale Griffoni e impreziosito da un paliotto settecentesco di bottega bolognese, la tela seicentesca con soggetto Sant'Egidio Abate, il fonte battesimale, realizzato in una bottega veronese nel 1619, ed una pala raffigurante San Sebastiano assieme ad altri santi, eseguita nella scuola di Antonio Consetti nel XVIII secolo.